# Robert Stallman (Schriftsteller)
Robert Lester Stallman (geboren am 6. Januar 1930 in Kankakee, Illinois; gestorben am 1. August 1980 in Kalamazoo, Michigan) war ein amerikanischer Autor, Literaturkritiker und Anglist. Als Autor bekannt ist er durch Werwelt, eine zwischen Science-Fiction und Horrorliteratur einzuordnende Romantrilogie.

## Leben
Stallman war Professor für Englisch an der Western Michigan University.
Sein erster Roman The Orphan (in deutscher Übersetzung als Werwelt: Der Findling) erschien 1980. Er handelt von einem fremden Geschöpf, das sich – ähnlich wie Superman – in einer ihm fremden Menschenwelt findet und sich bemüht, in ihr einen Platz zu finden. Dieses Geschöpf hat die Fähigkeit zur Verwandlung: einerseits erscheint es als Kind und später als Heranwachsender, andererseits ist es ein Wesen mit übermenschlicher Kraft, eine „Bestie“, die ihre Umwelt mit den menschlichen weit überlegenen Sinnen wahrnimmt und stärker auf elementare Affekte reagiert. Das scheinbare Kind wird von einem Ehepaar – Catherine (Aunt Cat) und Martin Nordmeyer – aufgenommen, die während der Zeit der Great Depression auf einer Farm im Mittleren Westen leben. Aber immer wieder im Lauf seiner Entwicklung kommt es – teils infolge seiner willentlich nicht kontrollierten Verwandlung in die Bestie – zu Zwischenfällen, die teils tragisch enden. Die Verwandlung ist dabei zugleich eine Metamorphose im biologischen – womit der Roman zur Science-Fiction gehört – und eine im mythopoetischen Sinn – womit Themen von Horrorroman (Werwolf) und Fantasy („Die Schöne und das Biest“) aufgegriffen werden.
Im Jahr der Veröffentlichung von The Orphan starb Stallman im Alter von 50 Jahren an Krebs. Der Roman wurde als poetisch dichte und literarisch anspruchsvolle Aufnahme des Werwolf-Themas hoch gelobt – John R. Pfeiffer sprach beispielsweise von einem „umwerfenden Buch“ – und 1981 für Nebula Award und Balrog Award nominiert. Beim Locus Award kam The Orphan in der Kategorie Roman auf den 2. Platz. Der Autor war 1981 und 1982 Finalist im John W. Campbell Award for Best New Writer in Science Fiction.
Die letzten beiden Bände der Werwelt-Trilogie erschienen postum. Insbesondere beim letzten Band vermisste Peter Nicholls eine Überarbeitung, die der verstorbene Autor nicht mehr leisten konnte.

## Bibliografie
Book of the Beast / Werwelt
Übersetzt von Mechtild Sandberg.
- 1 The Orphan (1980)
  - Deutsch: Werwelt: Der Findling. Goldmann Fantasy #23811, 1982, ISBN 3-442-23811-0.
- 2 The Captive (1981)
  - Deutsch: Werwelt: Der Gefangene. Goldmann Fantasy #23812, 1982, ISBN 3-442-23812-9.
- 3 The Beast (1982, auch als The Book of the Beast)
  - Deutsch: Werwelt: Der Nachkomme. Goldmann Fantasy #23813, 1982, ISBN 3-442-23813-7.

Deutsche Sammelausgabe (Bde. 1–3):
- Werwelt. Goldmann Fantasy #23900, 1986, ISBN 3-442-23900-1.